# Lista de filmes portugueses de 1946
Lista de filmes portugueses de longa-metragem lançados comercialmente em Portugal em 1946, nas salas de cinema.
Notas: Na secção coprodução, passando o cursor sobre a bandeira aparecerá o nome do país correspondente.
| # | Filme                             | Realização                    | Género           | Estreia        | Coprodução |
| - | --------------------------------- | ----------------------------- | ---------------- | -------------- | ---------- |
| 1 | Cais do Sodré                     | Alejandro Perla               | Drama            | 30 de maio     | —          |
| 2 | Cinco lobitos                     | Ladislao Vajda                | Comédia          | 18 de outubro  | Espanha    |
| 3 | Um Homem do Ribatejo              | Henrique Campos               | Drama            | 27 de setembro | —          |
| 4 | Ladrão, Precisa-se!..             | Jorge Brum do Canto           | Comédia, musical | 19 de julho    | —          |
| 5 | La mantilla de Beatriz            | Eduardo García Maroto         | Drama            | 16 de agosto   | Espanha    |
| 6 | Es peligroso asomarse al exterior | Arthur Duarte Alejandro Ulloa | Drama            | 21 de junho    | Espanha    |
| 7 | Três Dias Sem Deus                | Bárbara Virgínia              | Drama            | 30 de agosto   | —          |